# 1191 (szám)
Az 1191 (római számmal: MCXCI) az 1190 és 1192 között található természetes szám.

## A szám a matematikában
A tízes számrendszerbeli 1191-es a kettes számrendszerben 10010100111, a nyolcas számrendszerben 2247, a tizenhatos számrendszerben 4A7 alakban írható fel.
Az 1191 páratlan szám, összetett szám, félprím. Kanonikus alakja 31 · 3971, normálalakban az 1,191 · 103 szorzattal írható fel. Négy osztója van a természetes számok halmazán, ezek növekvő sorrendben: 1, 3, 397 és 1191.
Az 1191 harminchárom szám valódiosztó-összegeként áll elő, ezek közül legkisebb a 3561.

## Csillagászat
- 1191 Alfaterna kisbolygó